# Église Saint-Jean-Berchmans d'Etterbeek
Pour les articles homonymes, voir Église Saint-Jean-Berchmans.
L'église Saint-Jean-Berchmans (en néerlandais : Sint-Jan-Berchmanskerk) est un édifice religieux catholique de style néo-roman rhénan sis sur le boulevard Saint-Michel, à Etterbeek (Bruxelles). Il fait architecturalement partie du grand complexe du collège Saint-Michel. Construite de 1908 à 1912, elle n’est pas église paroissiale. Les services liturgiques et pastoraux sont assurés par des pères jésuites.

## Histoire
La construction du collège Saint-Michel est bien avancée et ses élèves le fréquentent depuis trois ans déjà lorsque s’ouvre le chantier de l’église. La première pierre est posée le 20 juillet 1908 par le nonce apostolique à Bruxelles (en), Mgr Jean Tacci Porcelli. L’architecte Joseph Prémont s’inspire de la basilique rhéno-romane Saint-Servais de Maastricht (du XIIe siècle). La façade se présente comme une abside flanquée de deux tours. Deux portails romans s’ouvrent des deux côtés de la fausse abside.  Les travaux sont achevés et l'église est ouverte au culte en octobre 1910. Cependant la consécration solennelle de l'édifice aura lieu le 9 juillet 1912, par Mgr Joseph Van Reeth, évêque missionnaire belge de Galle, à Ceylan (Sri Lanka). L'église est dédiée à Saint Jean Berchmans, jeune saint jésuite belge, dont la canonisation remonte à 1888.

## Aspect intérieur
- L'église est une croix latine, avec large nef centrale et bas-côtés surmontés de tribunes. Le transept est quasi inexistant. L'abside est accompagnée, à gauche et à droite, de deux chapelles absidioles en parallèle. L'aspect "roman" de l'édifice est accentué par l'étroitesse des fenêtres et le choix de la pierre mosane de construction.
- Dans la nef centrale les statues sont celles de six saints jésuites, avec une préférence (étant donne la fréquentation estudiantine de l'église) donnée aux saints jeunes et missionnaires. À gauche : les saints Alphonse Rodriguez, François De Geronimo, et Stanislas Kostka. À droite : les saints Pierre Claver, Louis de Gonzague et François de Borgia.
- Les seize vitraux des fenêtres basses illustrent des scènes d'évangiles reprises par saint Ignace de Loyola dans ses Exercices Spirituels. Dans le chœur un vitrail de la Trinité (également une méditation favorite de saint Ignace) avec saint Michel (patron du collège) et saint Jean Berchmans (patron titulaire de l'église).
- Les deux rosaces du transept. À gauche autour de la Vierge-Marie (arbre de Jessé), se trouvent douze personnages de l'Ancien Testament. À droite : autour de saint Joseph, patron de la Belgique, douze saints et saintes de Belgique.
- Les quatorze stations du chemin de croix sur les murs latéraux, de part et d'autre de chaque confessionnal, sont des peintures à l'huile sur panneaux de bois de l'artiste Ernest Wante. Cet artiste a aussi réalisé le beau chemin de croix de l'église Église Saint-Joseph (Bruxelles), dans le même style orientaliste (mais sur des panneaux plus grands).
- Sur les tympans des grandes portes du transept, à gauche et à droite se trouvent deux grandes toiles. Sur le tympan de gauche : la première communion de saint Louis de Gonzague. Sur celui de droite : saint Jean Berchmans en pèlerinage à Montaigu, un sanctuaire marial de sa région natale de Diest.
- Les orgues sont de la facture d'Émile Kerkhoff. Inaugurée par un récital de Charles-Marie Widor en 1910, elles ont trois claviers et comptent 36 jeux.

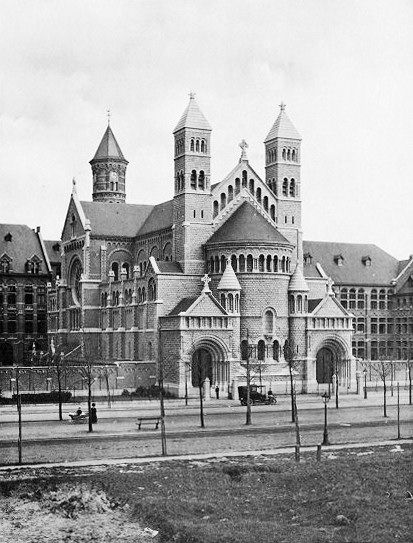
L'église à peine achevée (1912); l'archange Saint Michel n'est pas encore dans sa niche...

## Activités
L’église Saint-Jean-Berchmans fut pendant de nombreuses années d’abord et avant tout au service du collège Saint-Michel. Les activités religieuses, messes quotidiennes, cérémonies de Première communions et confirmation, ordination sacerdotales, étaient organisées pour les élèves.  Depuis le concile Vatican II, et avec la réforme liturgique, elle a varié les services pastoraux offerts à une population adulte, même si elle n’est pas paroisse : groupes de prière, liturgies pour groupes particuliers (Communauté de l'Arche, « Messe qui prend son temps », etc.), concerts religieux, expositions, etc. Même si elle est encore connue familièrement comme l'église du collège l’église Saint-Jean-Berchmans est aujourd’hui gérée de manière indépendante et ne dépend plus du collège Saint-Michel.

## Adresse
24 boulevard Saint-Michel, 1040 Bruxelles
| ___ | Ce site est desservi par la station de métro : Montgomery. |